# 英國犯罪作家協會
英國犯罪作家協會（英語：The Crime Writers' Association，縮寫：CWA）是英國的一個作家組織，於1953年由約翰·克雷西成立，現任主席為琳達·施特拉特曼。英國犯罪作家協會最著名的是每年都會頒贈以匕首為名的獎項予犯罪小說的作家，當中包括钻石匕首奖，金匕首獎、鄧肯·羅利國際匕首獎及以占士·邦作者命名的伊恩·蘭開斯特·弗莱明匕首獎等。

## 外部連結
- Official site （页面存档备份，存于）